# Калина (пісня Альоші)
«Калина» — українськомовна пісня української співачки Альоша з її альбому «Маленький секрет». Музику та слова до пісні написала сама співачка.

## Історія написання
4 квітня 2017 року співачка Альоша представила українськомовну пісню «Калина». Авторкою слів та музики стала сама співачка.
|                      | Це не нова пісня — я написала її ще 4 роки тому, але вона чекала свого часу. Мені здається, саме зараз настав її час. Вона по-весняному яскрава і танцювальна, але при цьому повна сильних емоцій і любові, що передають енергію і силу всіх жінок України, |
| — поділилася Альоша. | |

## Музичне відео
31 травня 2017 року на сторінці співачки в YouTube було представлено музичне відео на цю композицію, яке за перший місяць зібрало близько мільйона переглядів. [Архівовано 22 грудня 2017 у Wayback Machine.]
Режисером виступив Олександр Філатович, який неодноразово працював із зіркою й іншими популярними артистами, продюсером – Вадим Лисиця, хореографом-постановником – Ольга Риженко, яка неодноразово співпрацювала з українськими гуртами "Время и Стекло" та "MOZGI".
|                      | На зйомках кліпу "Калина" сонце було на нашому боці! Сяяло все і всі, особливо посмішки нашого надзвичайного балету, |
| — повідомила Альоша. | |

Зйомки кліпу тривали весь день. Команда відчула легку втому, але залишилася задоволена виконаною роботою. 
|                       | Як же приємно працювати у команді професіоналів і, що не менш важливо, у команді чуттєвих та чутливих творців (Олександр та Катерина Філатович з командою, Ольга Іпатова, Марина Борщевська, Ольга Риженко і мій продюсер Вадим Лисиця), величезне Дякую вам! Також дякую A TAN MAN by Andre Tan за допомогу |
| — зазначила співачка. | |

Як відзначила співачка, цей кліп став для неї дебютом в танцях.
|                              | Кліп "Калина" — щось зовсім нове для мене, адже тут я вперше випробовую себе в новому амплуа — я танцюю! |
| — поділилася думками Альоша. | |

У YouTube цей відеокліп станом на червень 2018 року має близько 7 млн переглядів, що робить його одним із 50 найбільш популярних українських музичних відео.

## Нагороди
| Рік  | Премія            | Номінація                                  | Результат | Дж.   |
| ---- | ----------------- | ------------------------------------------ | --------- | ----- |
| 2017 | YUNA              | Найкраща пісня українською мовою           | Номінація | [ 5 ] |
| 2017 | M1 Music Awards   | Спільний проект М1 і KissFM “Dance Parade” | Номінація | [ 6 ] |
| 2017 | M1 Music Awards   | Червона Рута                               | Перемога  | [ 6 ] |
| 2017 | M1 Music Awards   | Найкращий виступ на церемонії              | Номінація | [ 6 ] |
| 2017 | Музична платформа | Хіт року                                   | Перемога  | [ 7 ] |
| 2018 | Золота жар-птиця  | Народний хіт                               | Номінація | [ 8 ] |
| 2018 | Золота жар-птиця  | Dance-хіт                                  | Номінація | [ 8 ] |
| 2018 | Золота жар-птиця  | Кліп року                                  | Номінація | [ 8 ] |
| 2018 | Золота жар-птиця  | Хіт року                                   | Перемога  | [ 8 ] |